# Move This Mountain
Move This Mountain è il terzo singolo estratto dall'album di debutto della cantante pop britannica Sophie Ellis-Bextor, Read My Lips. È stato pubblicato come doppia a-side insieme al brano Get Over You sotto l'etichetta Polydor Records. La canzone è stata scritta dalla stessa cantante, Hillier e Alex James e prodotta da quest'ultimo.
Il singolo è stato pubblicato nel giugno del 2002 e ha raggiunto la terza posizione della classifica dei singoli britannica, diventando la terza top3 consecutiva per la cantante, reduce dal successo del precedente singolo Murder on the Dancefloor, diventato una delle principali hit della stagione. Tuttavia, Move This Mountain è stata promossa minormente rispetto alla canzone con cui condivide il singolo. Rispetto all'altra canzone, inoltre, è meno movimentata.

## Tracce e formati
| #               | Get Over You/Move This Mountain   | Length |
| --------------- | --------------------------------- | ------ |
| Single (Part 1) |                                   |        |
| 1.              | "Get Over You" (Single Mix)       |        |
| 2.              | "Move This Mountain" (Radio Edit) |        |
| 3.              | "Live It Up" (Acoustic Version)   |        |
| 4.              | "Get Over You" (Video)            |        |

| #               | Get Over You/Move This Mountain      | Length |
| --------------- | ------------------------------------ | ------ |
| Single (Part 2) |                                      |        |
| 1.              | "Get Over You" (Single Mix)          |        |
| 2.              | "Get Over You" (Max Reich Vocal Mix) |        |
| 3.              | "Move This Mountain" (Video)         |        |

## Classifiche
| Classifica  | Posizione raggiunta |
| ----------- | ------------------- |
| Regno Unito | 3                   |